# 四街道バレエ・アカデミー
四街道バレエ・アカデミー（よつかいどうバレエ・アカデミー）は、千葉県四街道市にあるバレエ教室で、1991年に開業された。
親子クラスや未就学児〜学年に応じたクラスだけでなく、未経験から参加できる大人向けのクラスや、プロのダンサー・コンクールを目指す生徒の指導にも力を入れている。姉妹校は千葉バレエ・アカデミー。

## クラス編成
- クラシック・バレエ
  - 親子クラス
  - 初級／中級／上級クラス
  - 一般向けクラス
  - プロ・コンクールクラス
- ピラティス